# Biskupice u Jevíčka
Biskupice (deutsch Biskupitz) ist eine Gemeinde in Tschechien. Sie liegt 14 Kilometer südöstlich von Moravská Třebová und gehört zum Okres Svitavy.

## Geographie

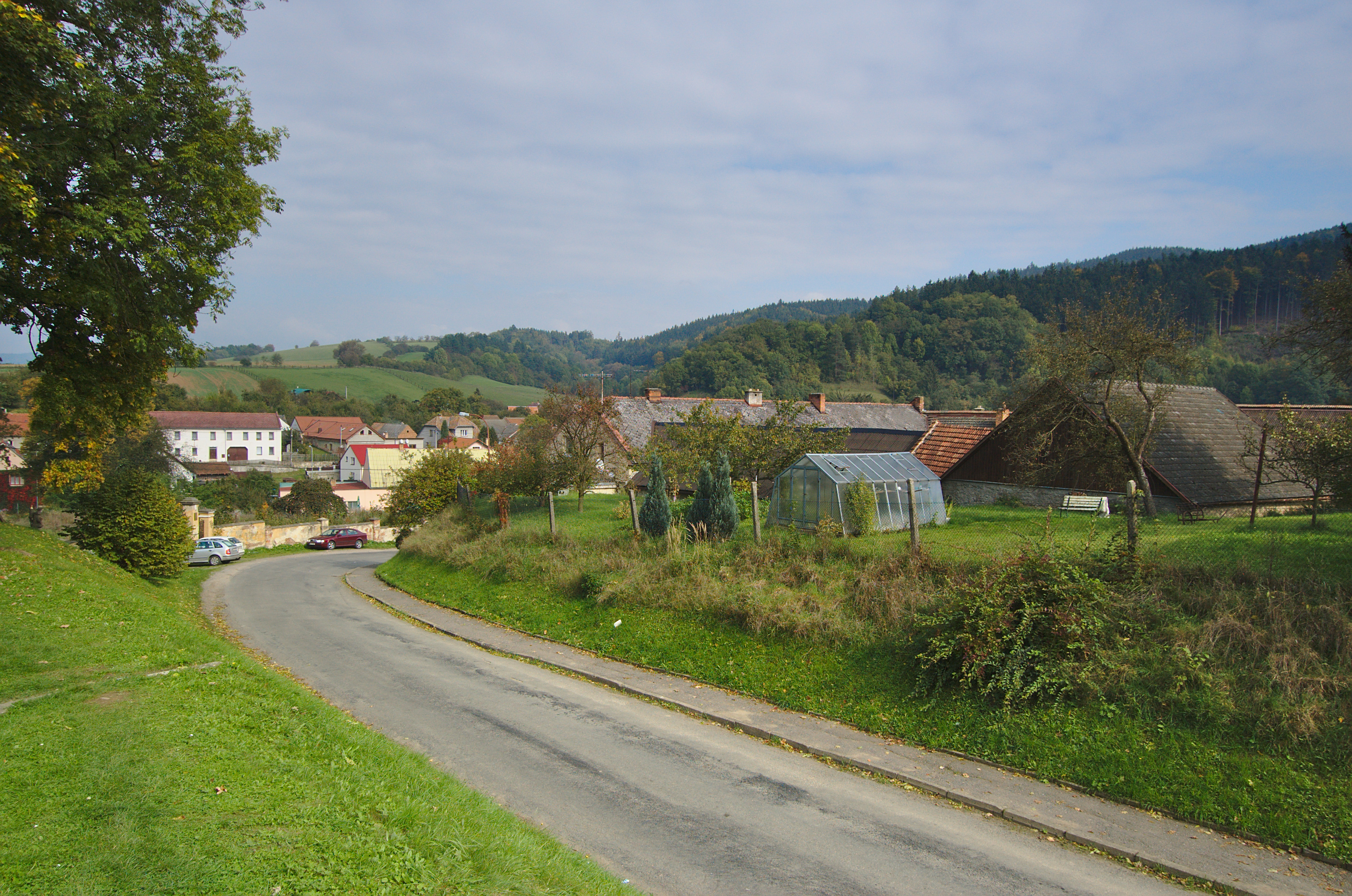
Ortsansicht

Biskupice befindet sich am westlichen Fuße der Kamenná hora (550 m) in der Malá Haná (Kleine Hanna) am Übergang der Boskowitzer Furche zum Drahaner Bergland. Das Dorf liegt rechtsseitig der Jevíčka am Biskupický potok. Im Westen führt die Eisenbahnstrecke von Česká Třebová nach Boskovice vorbei. Der Bahnhof befindet sich einen Kilometer außerhalb des Dorfes.
Nachbarorte sind Chornice im Norden, Vrážné, Březinky und Nectava im Nordosten, Kladky im Osten, Zálesí im Südosten, Jaroměřice im Süden, Jevíčko im Südwesten sowie  Víska u Jevíčka im Westen.

## Geschichte
Im Drahaner Bergland östlich des Ortes befand sich am Platz „Hrubé Kolo“ eine prähistorische Befestigung. Biskupice wurde im Jahre 1267 als Besitz des Bistums Olmütz erstmals urkundlich erwähnt. Im Jahre 1361 erwarb Markgraf Johann Heinrich das Dorf im Tausch gegen Velký Týnec vom Olmützer Kapitel und ließ im Bergland an der Nectava die Burg Plankenberk errichten. Nachdem die Burg am Übergang vom 14. zum 15. Jahrhundert wüst gefallen war, entstand als neuer Herrschaftssitz die Feste Biskupice.
1541 ließen  die Herren Spetl von Pruditz die Feste zum Renaissanceschloss umbauen. Im 18. Jahrhundert erfolgte unter den Kolowrat von Liebstein in zwei Etappen der Umbau zu einem Barockschloss. Nach der Aufhebung der Patrimonialherrschaften wurde Biskupitz 1850 zur selbständigen Gemeinde. Im Jahre 1874 erwarb Lamoral Prinz von Thurn und Taxis das Schloss. Nach dem Ende des Zweiten Weltkrieges wurde der letzte Schlossherr, Friedrich Prinz von Thurn und Taxis, am 10. Mai 1945  durch eine „Revolutionsgarde“ ermordet. Nach der Verstaatlichung des Schlosses waren darin der Kindergarten und das Büro der Gemeindeverwaltung untergebracht. Derzeit ist das Bauwerk ungenutzt und dem Verfall preisgegeben.
Der Ortsteil Libštejn erhielt am 16. August 1950 den neuen Namen Zálesí.
Bis 1960 gehörte Biskupice zum Okres Moravská Třebová und wurde nach dessen Auflösung Teil des Okres Svitavy. Am 1. Januar 1976 erfolgte die Eingemeindung von Biskupice nach Jevíčko. Seit dem 1. September 1990 besteht die Gemeinde Biskupice wieder.

## Gemeindegliederung
Die Gemeinde Biskupice besteht aus den Ortsteilen Biskupice (Biskupitz) und Zálesí (Liebstein) sowie der Ortslage Flintour (Friedenthal).

## Sehenswürdigkeiten

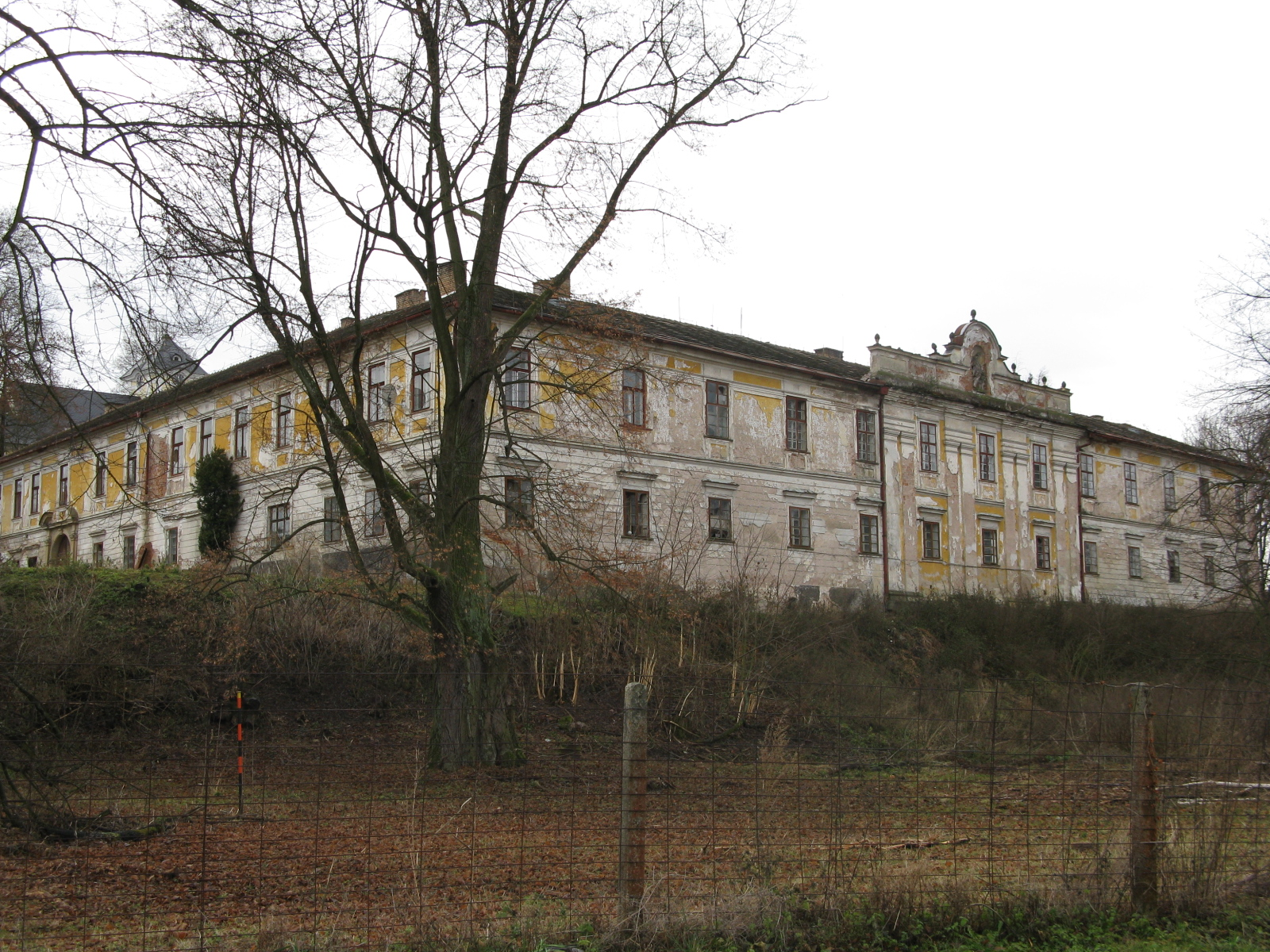
Schloss Biskupice

- Schloss Biskupice, derzeit in ruinösem Zustand
- Kirche St. Peter und Paul
- Reste der Burg Plankenberk
- frühzeitliche Burgstätte Hrubé Kolo
- Statuen des Hl. Florian und Johannes von Nepomuk